# Grote elenia
De grote elenia (Elaenia spectabilis) is een zangvogel uit de familie Tyrannidae (tirannen).

## Verspreiding en leefgebied
Deze soort komt voor van het westelijke Amazonegebied tot oostelijk Brazilië en centraal Bolivia.

## Status
De grootte van de populatie is niet gekwantificeerd maar de soort wordt omschreven als algemeen. Op de Rode lijst van de IUCN heeft deze soort de status niet bedreigd.